# Ceratopogon cavatus
Ceratopogon cavatus är en tvåvingeart som beskrevs av Art Borkent och Eileen D. Grogan 1995. Ceratopogon cavatus ingår i släktet Ceratopogon och familjen svidknott.
Artens utbredningsområde är Nordkorea. Inga underarter finns listade i Catalogue of Life.